# Josef Jaroslav Langer
Josef Jaroslav Langer (Lázně Bohdaneč, 1806. november 12. – Lázně Bohdaneč, 1846. április 28.) cseh újságíró és költő. Az ún. újjáéledési irodalom szellemében a népszokásokat kutatta, és több munkát tett közzé ebben a témában.

## Élete
Hradec Královéban kezdte a tanulmányait, 1826-től 1828-ig a Prágai Egyetem filozófiai karán tanult, de nem fejezte be a kurzust, és elhagyta az egyetemet. Ezután újságíróként tevékenykedett. Számos cseh folyóiratban dolgozott (Čechoslav, Květy, Musejní časopis), gyakran politikai témájú cikkeket és verseket írt. 1830 és 1831 között a Čechoslav hazafias lapot szerkesztette. Itt jelent meg a novemberi felkelést allegorikusan köszöntő České lesy (Cseh erdők) című költeménye, amely miatt a politikailag megbízhatatlanok listájára került. Ezért 1836-ban kénytelen volt elhagyni Prágát. Langer a színház nagy szerelmese volt. Közreműködésének köszönhetően szülővárosában is rendeztek színházi előadásokat.

## Munkássága
Az 1830-ben megjelent az első könyve, a Selanky (Idill). Költeményei többnyire az emberek magányával és pszichéjével foglalkoztak. Más versei politikai, hazafias és szatirikus módon ábrázolták a társadalmi változásokat. Epikus verseiben történetek motívumaival készítette az ideális pogány ókor fikcióját. A lírai versekben a folklór formáját szubjektív érzelmeinek kifejezésére alkalmazta. De a legsikeresebbek a szatírái voltak. Tanulmányozta a mítoszokat, legendákat, meséket, az emberek szokásait, és foglalkozott a népi költészet magas művészetben való felhasználásának problémájával. Érdeklődött a cseh és a szlovák folklór iránt. František Ladislav Čelakovský erősen hatott rá. Munkáinak kétkötetes gyűjteménye 1860–61-ben jelent meg, válogatott művei pedig 1917-ben és 1957-ben.

## Művei
- Selanky (versek, 1830) Idill
- Bohdanecký rukopis (1831) A bohdaneci kézirat
- Kopřivy
- Den v Kocourkově (1835) Egy nap Mucsán
- České krakováčky (1835) Cseh krakovjákok
- České prostonárodní obyčeje a písně
- Svatební obyčeje a písně
- Márinka Záleská (befejezetlen dráma)
- Gyűjteményes kiadás: Spisy Jaroslava Langra (1860) Jaroslav Langer írásai

## Fordítás
- Ez a szócikk részben vagy egészben  a   Josef Jaroslav Langer című német Wikipédia-szócikk ezen változatának fordításán alapul.  Az eredeti cikk szerkesztőit annak laptörténete sorolja fel. Ez a jelzés csupán a megfogalmazás eredetét és a szerzői jogokat jelzi, nem szolgál a cikkben szereplő információk forrásmegjelöléseként.